# 태안군의 향토유적
태안군의 향토유적은 다음 각호에 해당하는 것을 말한다.
1. 문화재보호법, 전통건조물보존법 및 충청남도지정문화재보호조례 규정에 의거 지정되지 아니한 것으로서 향토의 역사상, 예술상, 학술상 가치가 있는 것과 이에 준하는 자료
2. 향후 문화재로서 보존가치가 있을 것으로 기대되는 유적
3. 향토문화, 토속, 풍속을 연구하는데 필요한 자료

## 지정 목록
| 번호 | 그림 | 명칭   | 소재지                   | 소유자 (관리자) | 지정·해제일자                | 비고 |
| ---- | ---- | ------ | ------------------------ | --------------- | ---------------------------- | ---- |
| 1호  |      |        | 태안군                   |                 | 지정일자 미상, 해제일자 미상 |      |
| 2호  |      | 안양사 | 태안군 근흥면 안기리 922 | 근흥면 유도회   | 1991년 4월 23일 지정         |      |

## 참고 문헌
- 태안군 홈페이지 - 고시/공고